# Capheris langi
Capheris langi là một loài nhện trong họ Zodariidae.
Loài này thuộc chi Capheris. Capheris langi được George Newbold Lawrence miêu tả năm 1936.